# Haapalainen
Haapalainen eller Haapajärvi är en sjö i Finland. Den ligger i kommunen Paldamo i landskapet Kajanaland, i den centrala delen av landet, 500 km norr om huvudstaden Helsingfors. Haapalainen ligger 135,8 meter över havet. I omgivningarna runt Haapalainen växer i huvudsak blandskog. Den är 11 meter djup. Arean är 37,4 hektar och strandlinjen är 2,99 kilometer lång. Sjön  ingår i Uleälvens huvudavrinningsområde. 